# Sociedade Nacional de Críticos de Cinema
A Sociedade Nacional de Críticos de Cinema (em inglês: National Society of Film Critics, também conhecida como NSFC) é uma organização de críticos de cinema fundada em 1966 por Hollis Alpert. Ela se difere de outras associações de críticos em vários aspectos significativos, um deles é: verdadeiramente nacional.
Dentre seus 61 membros estão os críticos que escrevem para uma variedade de jornais diários e semanais, juntamente com as principais publicações e meios de comunicação dos principais jornais em Boston, Chicago, Filadélfia, Los Angeles e Nova Iorque; outros membros também são críticos da Time, Newsweek, The New Yorker, The Village Voice e The Boston Phoenix. No mês de dezembro, eles se reúnem para votar nessa premiação, dada anualmente em reconhecimento à qualidade no cinema mundial durante o ano, os quais são entregues todo mês de janeiro do ano posterior. Outro ponto a ser notar é que a adesão é de eleição. A premiação revela em cada categoria apenas o vencedor e os dois (ou um) indicados concorrentes. Conhecida por seus gostos eruditas, seus prêmios são um dos mais prestigiados de críticos de cinema nos Estados Unidos e são um Termômetro para o Oscar.
A NSFC é também o representante americano da Federação Internacional de Críticos de Cinema (FIPRESCI), que reúne organizações nacionais de jornalistas, profissionais e críticos de cinema de todo o mundo.

## Prêmios

### Categorias
- Melhor Filme
- Melhor Diretor
- Melhor Ator
- Melhor Atriz
- Melhor Ator Coadjuvante
- Melhor Atriz coadjuvante
- Melhor Roteiro
- Melhor Cinematografia
- Melhor Filme Estrangeiro
- Melhor Filme de não ficção